# Gwara wspinaczkowa
Gwara wspinaczkowa, slang wspinaczkowy – język używany przez osoby zajmujące się wspinaczką.
Język ten opisuje zarówno sprzęt wspinaczkowy, rzeźbę form skalnych i lodowych, jak i ogół zjawisk związanych ze wspinaczką i wspinaczami. Charakteryzuje się on występowaniem wulgaryzmów (np. dupówa,  jebadełko), zapożyczeniami z języka niemieckiego (HMS, alpensztok) i innych. Częstym zjawiskiem jest również używanie nazwy handlowej jakiegoś elementu szpeju (sprzętu wspinaczkowego) dla całej grupy podobnych urządzeń (np. gri-gri).
W środowisku wspinaczkowym przyjęte jest, że wszyscy są na "ty", niezależnie od różnicy wieku i doświadczenia.
Do języka wspinaczkowego pokrewny jest język grotołazów.